# Winnetou und Shatterhand im Tal der Toten
De film Winnetou und Shatterhand im Tal der Toten is een film uit 1968 die genoemd is naar het gelijknamige boek van Karl May, maar daar qua verhaal geheel van afwijkt. Hij maakt deel uit van een reeks verfilmingen van Winnetou-verhalen waarin de rollen van Winnetou en Old Shatterhand werden gespeeld door Pierre Brice en Lex Barker. Het draaiboek van de film was aan de hand van Herbert Reinecker.
Evenals bij de andere Winnetou-films componeerde Martin Böttcher de muziek.

## Rolverdeling
| Acteur          | Personage       |
| --------------- | --------------- |
| Lex Barker      | Old Shatterhand |
| Pierre Brice    | Winnetou        |
| Rik Battaglia   | Murdock         |
| Karin Dor       | Mabel Kingsley  |
| Ralf Wolter     | Sam Hawkens     |
| Clarke Reynolds | Capt. Cummings  |
| Kurt Waitzmann  | Col. Bergson    |
| Heinz Welzel    | Richter         |
| Branko Špoljar  | Cranfield       |
| Vladimir Medar  | Sheriff         |
| Voyo Goric      | Red Buffalo     |
| Eddi Arent      | Lord Castlepool |